# Orosz Dénes
Orosz Dénes (Debrecen, 1977. január 20. –) magyar filmrendező, forgatókönyvíró, író, filmproducer.

## Életpályája
Édesapja közalkalmazott, édesanyja gyámhivatali főmunkatárs volt. A debreceni Ady Endre Gimnázium drámatagozatán érettségizett 1995-ben. Szociálpedagógusi diplomát szerzett, nyolcszor felvételizett sikertelenül, mire felvették a Színház- és Filmművészeti Egyetemre, ahol forgatókönyvíró szakon végzett. Egyetemi évei alatt filmkritikusként tevékenykedett. Melletted című húszperces vizsgafilmjével keltett feltűnést.
Első nagyjátékfilmje író-rendezőként a 2009-es Poligamy volt, ami az év egyik legnézettebb magyar mozifilmje lett. A romantikus komédia regényváltozatát is ő jegyzi. Ezt a filmjét később színdarab formájában is megírta szerzőtársaival. A Poligamy musical 2013 októberétől szerepel a Madách Színház műsorán. Számos epizódot rendezett a Hacktion című tévésorozatból. Első színházi rendezése a Telefondoktor volt. Második filmvígjátéka, a Coming out nagy port kavart, egyúttal hatalmas közönségsikert aratott.
Két évadot rendezett a Csak színház és más semmi című dramedy-sorozatból, majd elkészítette a Seveled című filmet, amelynek a rendezés és a forgatókönyvírás mellett a producere is volt. A vígjátékot több mint 130.000 néző látta a mozikban.
Nős, felesége építész, egy kisfiú édesapja.

## Munkássága

### Színház
- Telefondoktor (rendező)[8]
- Poligamy (író)[2]

### Film
- Coming out (rendező-forgatókönyvíró)
- Magic Boys (forgatókönyvíró)
- Poligamy (rendező-forgatókönyvíró)[9]
- Variációk (dramaturg)
- Kútfejek (forgatókönyvíró, werkfilm-rendező)
- Melletted (rendező-forgatókönyvíró)
- 3 mp (rendező-forgatókönyvíró)
- Kulcslyukon surranó szerelem (rendező-forgatókönyvíró)
- Ott vagy még? (rendező-forgatókönyvíró)
- Idegenek rövidfilm, 2000 (rendező-forgatókönyvíró)
- Igor (rendező-forgatókönyvíró)
- Idegölő (írói konzulens)
- Seveled (rendező, forgatókönyvíró, producer)[10]
- Hogyan tudnék élni nélküled? (rendező)

### Sorozat
- Egy rém rendes család Budapesten (forgatókönyvíró)
- Hacktion (rendező)
- Hacktion: Újratöltve (rendező)
- Csak színház és más semmi (rendező)
- Pepe (rendező, forgatókönyvíró)

## Díjak, elismerések
Pillanatok
- 1999: TöbbSzemPont Fesztivál fődíja
- 2000: Egri Nemzetközi Filmfesztivál díja
- 2000: Országos Ifjúsági Filmfesztivál díja
- 2000: Érintő filmszemle kisjátékfilm kategória fődíj

Idegenek
- 2000: TöbbSzemPont Fesztivál fődíja
- 2001: Kelet magyarországi Filmszemle 3 díja
- 2001: Országos Független Filmszemle 2 díja

Ott vagy még
- 2002: Banán Filmfesztivál forgatókönyv különdíj
- 2003: A Biarritzi Nemzetközi Filmfesztivál versenyfilmje

Melletted
- 2006: Vizsgafilm-fesztivál a Bárka Színházban: II. díj
- 2006: III. Cinefest Nemzetközi Filmfesztivál: a legjobb forgatókönyv díja
- 2006: 37. Magyar Filmszemle – A Diákzsűri Különdíja

Poligamy
- 2010: Breckenridge Film Festival: A legjobb vígjáték díja
- 2010: Breckenridge Film Festival: A legjobb forgatókönyv díja
- 2010: Long Island International Film Expo: A legjobb idegen nyelvű film díja